# María Luisa Bergaz Conesa
María Luisa Bergaz Conesa (ur. 17 września 1947 w Xeraco) – hiszpańska polityk, współzałożycielka komunistycznej Zjednoczonej Lewicy, od 2003 do 2004 deputowana do Parlamentu Europejskiego.
W wyborach w 1999 bez powodzenia kandydowała do Parlamentu Europejskiego. Deputowaną V kadencji została w lipcu 2003. Była członkinią Konfederacyjnej Grupy Zjednoczonej Lewicy Europejskiej i Nordyckiej Zielonej Lewicy. Pracowała jako wiceprzewodnicząca Tymczasowej Komisji do Spraw Zwiększenia Bezpieczeństwa na Morzu, a także w Komisji Petycji oraz w Komisji Ochrony Środowiska, Zdrowia i Ochrony Konsumentów. Z PE odeszła w lipcu tego samego roku. Nie uzyskała reelekcji w kolejnych wyborach. Pozostała aktywna w polityce, wybierana do władz krajowych federacji Zjednoczonej Lewicy.